# リュック・ポワリエ
リュック・ポワリエ（Luc Poirier、1961年1月9日 - ）は、カナダの元プロレスラー。ケベック州モントリオール出身のフランス系カナダ人。
現役選手時代はヨーロッパを主戦場に活動。日本には1990年代前半、ムッシュ・ランボー（Monsieur Rambo）のリングネームで新日本プロレスに度々参戦した。

## 来歴
地元モントリオールのレジェンドであるエドワード・カーペンティアとジノ・ブリットのトレーニングを受け、1982年にデビュー。モントリオールを本拠地とするIWAにて、マスクド・マーベル（The Masked Marvel）またはザ・マーセナリー（The Mercenary）を名乗り、覆面レスラーとなって活動した。1985年には素顔のリュック・ポワリエ名義でジョバーとしてWWFに出場、ハート・ファウンデーション（ブレット・ハート&ジム・ナイドハート）やザ・スポイラーと対戦している。
1980年代後半に渡欧し、オットー・ワンツの主宰するCWAにて、傭兵スタイルのランボー（Rambo）に変身。スティーブ・ライトやデビッド・テイラーなど技巧派のベテラン勢との対戦でキャリアを積み、 大型の外国人ベビーフェイスとして人気を集め、1991年7月6日にはオーストリアのグラーツでブル・パワーからCWA世界ヘビー級王座を奪取。以降も1993年7月3日にロード・ウォリアー・ホーク、1996年12月21日にルドヴィッグ・ボルガを破って戴冠。王者時代はブルーザー・マスティーノ、ケン・パテラ、テリー・ファンク、テッド・デビアス、ザ・ウォーロード、ザ・バーバリアン、パパ・シャンゴ、カクタス・ジャックらの挑戦を退け、CWAのエースとなって活躍した。
日本には1991年1月に「ムッシュ・ランボー」の名義で新日本プロレスに初参戦。その後も新日本の常連外国人選手となり、ビッグバン・ベイダーことブル・パワーとの因縁の対決も日本で再現している。1993年2月の来日時は両国国技館にてトニー・ホームと組み、ヘルレイザーズ（ホーク&パワー・ウォリアー）のIWGPタッグ王座に挑戦した。新日本には1995年3月まで通算6回参戦し、1997年5月には格闘探偵団バトラーツに出場している。
1997年に欧州を離れ（CWA世界王座は7月に返上）、テネシー州メンフィスのUSWAに登場。傭兵スタイルはそのままに、スナイパー（Sniper）と改名してヒールに転向し、南アフリカの治安部隊をギミックとしたユニット「トゥルース・コミッション」に加入。同年6月からはWWFに進出して、ザ・ジャッカルをマネージャーにインテロゲーター&リーコンとのトリオで活動、ディサイプルズ・オブ・アポカリプスやリージョン・オブ・ドゥームと軍団抗争を展開した。
1998年4月にWWFを退団し、カナダのインディー団体を転戦後、CWAに再登場。同年12月19日、ドイツのブレーメンにてビッグ・タイトンを破り、CWA世界ヘビー級王座への4度目の戴冠を果たしている。以降、CWAが活動を停止する1999年12月までタイトルを保持し、同王座の最後のチャンピオンとなった。

## 得意技
- バックブリーカー・ドロップ
- ブルドッグ
- フライング・クローズライン
- フライング・エルボー・バット

## 獲得タイトル
- CWA世界ヘビー級王座：4回[6]